# Mamahdel
Mamahdel – wieś w Iranie, w ostanie Azerbejdżan Zachodni, w szahrestanie Mijandoab. W 2006 roku liczyła 3273 mieszkańców.